# 沙伊坦卡河
沙伊坦卡河（烏克蘭語：Шайтанка），是烏克蘭的河流，位於該國東部頓涅茨克州，屬於莫克里亞利河的支流，流經沃爾諾瓦哈區，河道全長51公里，流域面積467平方公里。